# Andrea Caccioli

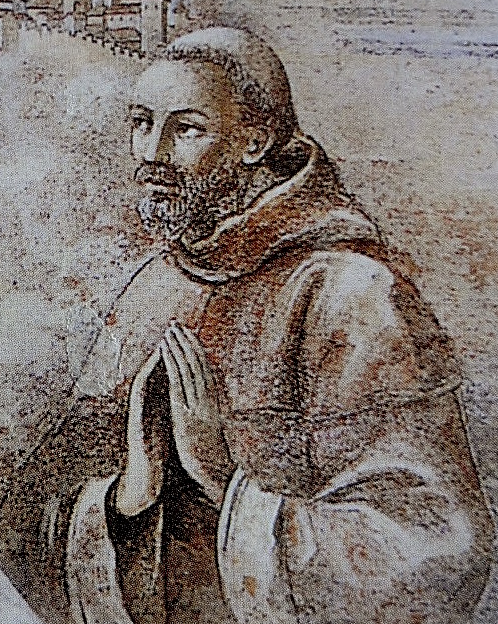
Andrea Caccioli.

Andrea Caccioli (30 de novembro de 1194 - 3 de junho de 1254) foi um sacerdote católico italiano e membro professo da Ordem dos Frades Menores. Ele se tornou o primeiro sacerdote a entrar para os franciscanos e serviu como um dos discípulos do próprio Francisco de Assis - o sacerdote estava em seu leito de morte e participou de sua canonização. O frade pregou em cidades italianas como Roma e Pádua, bem como na França e tornou-se conhecido por milagres realizados durante sua vida.
Sua beatificação recebeu ratificação formal do Papa Clemente XII em 1738, depois que o pontífice confirmou que existia um 'culto' local espontâneo - também conhecido como veneração duradoura - ao falecido frade. Ele é o patrono de Spello - sua cidade natal - desde 1360.

## Vida
Andrea Caccioli nasceu na província de Umbria - na cidade camponesa chamada Spello - em 30 de novembro de 1194, filho de nobres e foi nomeado em homenagem ao Apóstolo André. Ele foi batizado em dezembro de 1194.
Iniciou os estudos para o sacerdócio na adolescência e foi ordenado sacerdote pelo bispo de Spoleto Nicola Porta em 1216. Em 1217 tornou-se pároco de Spello na paróquia local de San Severino. Ele conheceu Francisco de Assis em 1219 em Spoleto no convento de Santa Maria di Vallegloria e em 1223 decidiu ingressar na Ordem dos Frades Menores de Francisco.
Tornou-se membro da Ordem dos Frades Menores em 1223 após a morte de seus pais e irmã e recebeu o hábito do próprio Francisco antes de iniciar o período do noviciado de 1223 a 1224. O sacerdote estava no leito de morte de Francisco em 3 de outubro de 1226. Ele conheceu o papa Gregório IX em Assis na época da canonização de Francisco de Assis em 16 de julho de 1228 ao lado do irmão Moricus e convenceu o papa com sucesso a consagrar o altar-mor da igreja de San Lorenzo na cidade. Ele supervisionou a transferência dos restos mortais de Francisco em 25 de julho de 1230.
O sacerdote participou do Capítulo Provincial da ordem em Soria, na Espanha, em 1233, onde se acredita que ele salvou a cidade da seca e comprou chuva para a região após se voltar para Deus por Sua intercessão. Em 1235 ele começou a pregar em várias cidades italianas, bem como no Reino da França; ele visitou cidades como Verona e Como. De 1239 a 1243, ele foi designado para Reggio Emilia, onde foi dito que ele trouxe um homem morto de volta à vida. Em 1244, os seguidores do ex-Ministro geral Irmão Elias o prenderam devido à sua insistência na observância literal do Testamento de São Francisco, embora ele tenha sido posteriormente libertado depois que João de Parma se tornou Ministro geral em 1247.
Clara de Assis o despachou junto com Pacifica de Guelfuccio d'Assisi em 1248 para reformar as freiras das Clarissas no convento de Santa Maria di Vallegloria em Spoleto. Foi lá que - em um milagre registrado - ele encontrou uma fonte de água doce para as freiras. Mais tarde, ele se retirou para Eremo dei Carcere, fora de Assis, onde também foi alegado que ele viu Jesus Cristo em uma visão. Em 1250 recebeu a profissão de Cecilia di Gualtieri Cacciaguerra da Spoleto no convento de Santa Maria di Vallegloria. Ele fez com que a igreja de Sant'Andrea passasse à jurisdição dos franciscanos em 1253 e tornou-se seu primeiro guardião.
Ele morreu em 3 de junho de 1254.

### Exumação e inspeção
Seus restos mortais foram desenterrados em Sant'Andrea em 1594 depois que os frades estacionados lá pediram ao Ministro Provincial que recuperasse as relíquias do falecido frade, que o primeiro acreditava estarem enterradas perto do púlpito da igreja. O suposto local foi marcado com uma estátua que se acredita ser o falecido frade e por isso os outros frades pediram que Ascensidonio Spacca fizesse um esboço da estátua antes de ser martelada para chegar ao local do sepultamento. A escavação deu frutos porque um antigo caixão foi desenterrado no qual um esqueleto inteiro foi encontrado nele. O bispo de Spoleto Paolo Sanvitale ordenou o reconhecimento oficial dos restos mortais em 3 de junho de 1597. Em 1603, uma caixa de prata foi encomendada para o crânio do falecido sacerdote. Outra revisão de seus restos mortais foi iniciada em 1623 sob o bispo Lorenzo Castrucci.

## Beatificação
O bispo Lorenzo Castrucci iniciou a causa de beatificação sob o Papa Urbano VIII em 1625 e encarregou Francesco Bongrazio da Gualdo Tadino de coletar toda a documentação disponível. Esses documentos foram apresentados à Congregação dos Ritos em 1627, embora a causa fosse encerrada sem uma conclusão benéfica para a causa em 1630.
Sua beatificação recebeu a ratificação formal do Papa Clemente XII em 25 de julho de 1738, depois que este último emitiu um decreto que confirmava a existência de um 'culto' local espontâneo e duradouro - ou devoção popular e veneração de longa data - ao falecido frade.

Em 1360, ele foi nomeado patrono de Spello. 